# Tanjung Tiram (plaats)
Tanjung Tiram is een bestuurslaag in het regentschap Batu Bara van de provincie Noord-Sumatra, Indonesië. Tanjung Tiram telt 3590 inwoners (volkstelling 2010).